# Jot Kamal
Jot Kamal è una suddivisione dell'India, classificata come census town, di 6.196 abitanti, situata nel distretto di Murshidabad, nello stato federato del Bengala Occidentale. In base al numero di abitanti la città rientra nella classe V (da 5.000 a 9.999 persone).

## Geografia fisica
La città è situata a 24° 27' 54 N e 88° 05' 46 E.

## Società

### Evoluzione demografica
Al censimento del 2001 la popolazione di Jot Kamal assommava a 6.196 persone, delle quali 3.112 maschi e 3.084 femmine. I bambini di età inferiore o uguale ai sei anni assommavano a 1.109, dei quali 574 maschi e 535 femmine. Infine, coloro che erano in grado di saper almeno leggere e scrivere erano 3.481, dei quali 1.987 maschi e 1.494 femmine.